# Oxenstierna af Eka och Lindö
Oxenstierna af Eka och Lindö är en svensk friherrlig adelsätt.
Medeltida frälse- och riksrådsätt som härstammar från Småland. Äldste kände urkundlige stamfader är Torsten Vigolfsson (levde 1319) som 1292 byter sitt fäderne, gården Wigholfstorp (nu Villstorp) i Forserums socken i Tveta härad mot Fallnafors i Malmbäcks socken i Västra härad i Njudung. Hans barn upptog efter mödernet det vapen som kommit att uppfattas som oxpanna (tyska Stirn = panna) med horn, och efter vilket släktmedlemmarna under 1500-talets senare hälft började bilda sitt släktnamn Oxenstirn/Oxenstierna
Riksrådet sedermera även riksmarsken Gabriel Kristiernsson (Oxenstierna) (död 1585), upphöjdes i friherrlig värdighet den 29 juni, år 1561 av Erik XIV vid dennes kröning i Uppsala. Ätten introducerades 10 mars/4 april, år 1625 med namnet Oxenstierna av Eka och Lindö bland friherrar under dåvarande nummer 2, nuvarande nr 1. Den ätt utgick i Sverige den 28 december, år 1956, men fortlevde i USA där den slutligen utgick på svärdssidan den 9 april, år 1978 och på spinnsidan 25 november, år 1998.
Emellertid hade under tiden 1645–1651 ätten utgrenat sig i tre grevliga ätter.
- Oxenstierna af Södermöre

- Oxenstierna af Croneborg

- Oxenstierna af Korsholm och Wasa